# Rocquigny (Pas-de-Calais)
Rocquigny ist eine Gemeinde im französischen Département Pas-de-Calais in der Region Hauts-de-France. Sie gehört zum Kanton Bapaume (bis 2015 Kanton Bertincourt) im Arrondissement Arras. Sie grenzt im Nordwesten an Villers-au-Flos, im Nordosten an Barastre, im Südosten an Mesnil-en-Arrouaise, im Süden an Sailly-Saillisel und im Südwesten an Le Transloy. 

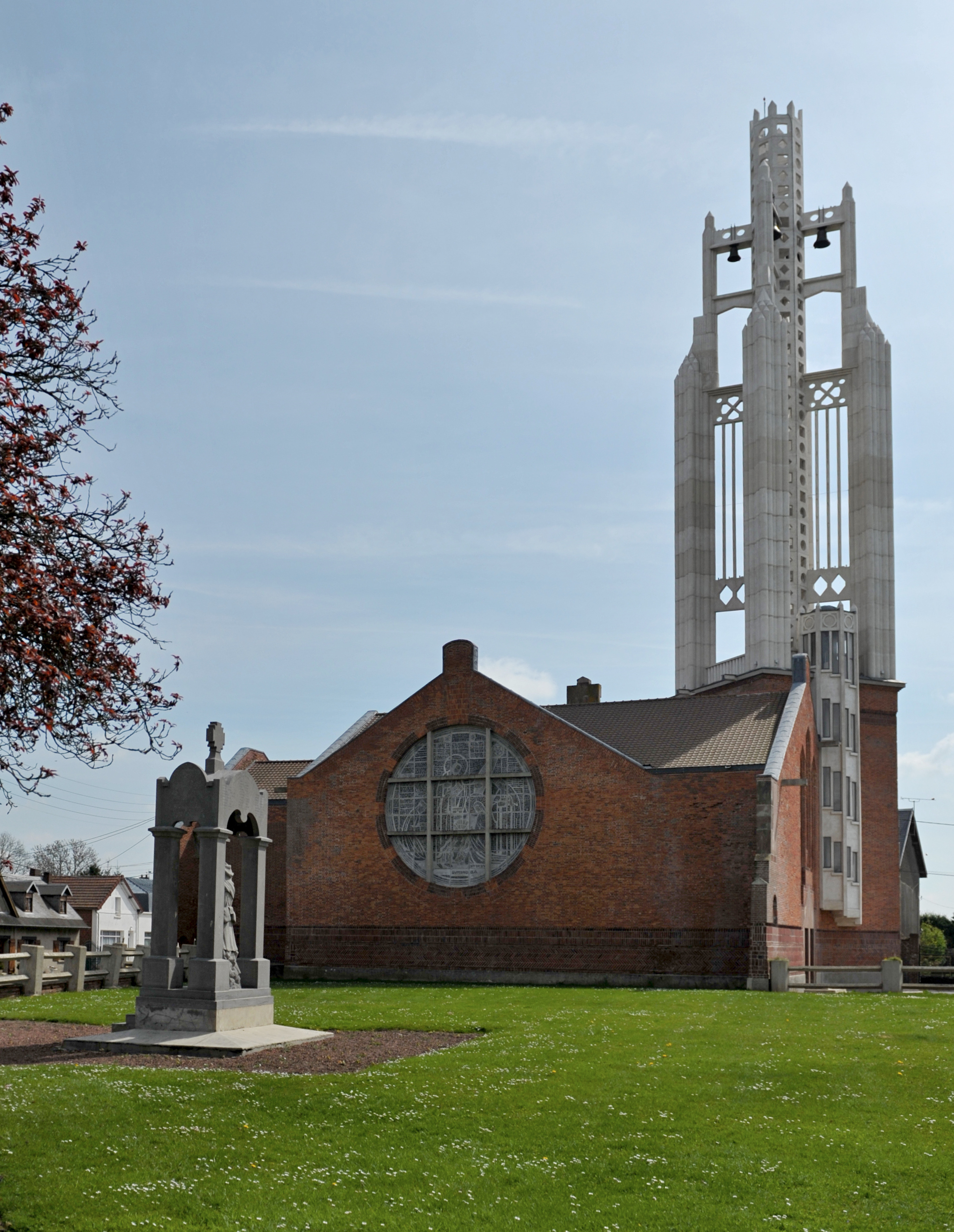
Kirche Notre-Dame

## Bevölkerungsentwicklung
| Jahr      | 1962 | 1968 | 1975 | 1982 | 1990 | 1999 | 2008 | 2013 |
| --------- | ---- | ---- | ---- | ---- | ---- | ---- | ---- | ---- |
| Einwohner | 381  | 356  | 296  | 271  | 274  | 281  | 288  | 283  |